# 九鬼神流
九鬼神流（くきしんりゅう）は大国鬼平重信が江戸時代前期に開いた棒術とされている。六尺棒を遣う通常の棒術だけでなく、三尺棒を遣う半棒術も伝えていることで知られる。江戸時代前期に高木流柔術と合流した。本体高木楊心流に併伝されている九鬼神流では七尺の八角棒を使用するため、半棒は三尺五寸の棒を使用する。元来、棒の両端にはそれぞれ四個の、中央に一個の鉄環を嵌め、これが九鬼を表すという。しかし、現在、この伝統を守っている系統はない。
創始は、大国鬼平が9匹の鬼と薙刀で闘ったが刃を折られ、残った薙刀の柄で鬼を倒した夢を見て開いたとされる。
創始された当時は柔術も含んでいたようだが、高木流の高木源之進英重と、柔術・棒術のそれぞれで技を競い、柔術は高木源之進が優れ、棒術は大国鬼平が優れていたため、大国鬼平は九鬼神流の柔術の技を捨て、高木流の柔術・剣術と九鬼神流の棒術を合わせ高木流に合流した。
のちに大国鬼平は、高木源之進から高木流を継承し、高木流の第4代となる。
（以降の歴史は高木流の項目を参照）　
しかし、大国鬼平と高木源之進は時代がずれており、これは伝説として扱う必要がある。
なお、これと異なる伝承を伝える系統もあるが、その伝承の多くは大正以後の創作が多い。
高木流に伝わっている九鬼神流棒術から派生した系統に、今真流第10代の上島三之助が伝えた系統がある。今真流は高木流と同じく赤穂藩に伝わっていた柔術流派であるが、上島は高木流に併伝されていた九鬼神流棒術も修行した。上島はその後、本部朝基に空手を学び、空手に九鬼神流棒術を加えて空真流空手道を創始した。武田流合気之術を興した大庭一翁は武田流に九鬼神流棒術を加えて武田流杖術とし、また、天心古流拳法を興した上野貴もこれに九鬼神流棒術を加えて天心古流杖術とした。